# Драгиша Благојевић
Драгиша Благојевић (Тузла, 1. јануар 1966) је црногорски шахиста који од 2004. носи титулу велемајстора. Седмоструки је победник шаховског првенства Црне Горе (2000, 2002, 2003, 2005, 2007, 2009 и 2023). Освојио је 2008. златну медаљу у појединачној конкуренцији на шаховској олимпијади у Дрездену.

## Биографија
Драгиша Благојевић је рођен у Тузли али је одрастао у Никшићу одакле је и кренуо у своје прве успехе на међународним шаховским турнирима крајем 1980-их и почетком 1990-их. 1988. освојио је 2. место на Међународном шаховском турниру у Прагу. Освојио је Међународни шаховски турнир у Тузли 1990. 1991. је освојио 4. место на Првенству Југославије у шаху. Благојевић је 1996. у Подгорици освојио 2. место на шаховском првенству Црне Горе, да би потом седам пута побеђивао  на овом првенству: 2000, 2002, 2003, 2005, 2007, 2009 и 2023. 2002. био је 2. на првенству Југославије у шаху. 2004. у је Зеници освојио 2. место на Међународном шаховском турниру. 2005. у Бијелом Пољу освојио је 2. место на Међународном шаховском турниру.
Благојевић је играо за Црну Гору на следећих шест шаховских олимпијада:
- 2008. на 38. шаховској олимпијади у Дрездену играо је на четвртој табли и освојио појединачно златну медаљу. Од девет одиграних партија, имао је седам победа и два ремија.
- 2010. на 39. шаховској олимпијади у Ханти-Мансијску играо је на четвртој табли и имао три победе, четири ремија и два пораза.
- 2012. на 40. шаховској олимпијади у Истанбулу играо је на другој табли и имао три победе, четири ремија и два пораза.
- 2014. на 41. шаховској олимпијади у Тромсеу играо је на другој табли и имао две победе, два ремија и три пораза.
- 2016. на 42. шаховској олимпијади у Бакуу играо је на трећој табли и имао две победе, пет ремија и два пораза.[4]
- 2018. на 43. шаховској олимпијади у Батумију играо је на другој табли и имао четири победе, четири ремија и један пораз.[5]

Благојевић је девет пута играо за Црну Гору на следећим Европским екипним првенствима у шаху:
- 2007. на 16. Европском екипном првенству у шаху у Ираклиону играо је на четвртој табли и имао једну победу и седам ремија.
- 2009. на 17. Европском екипном првенству у шаху у Новом Саду играо је на првој табли и имао две победе, четири ремија и један пораз.
- 2011. на 18. Европском екипном првенству у шаху у Порто Карасу играо је на другој табли и имао једну победу, шест ремија и један пораз.
- 2013. на 19. Европском екипном првенству у шаху у Варшави играо је на другој табли и имао једну победу, три ремија и три пораза.
- 2015. на 20. Европском екипном првенству у шаху у Рејкјавику играо је на другој табли и имао шест ремија и један пораз.
- 2017. на 21. Европском екипном првенству у шаху у Херсонисосу играо је на другој табли и имао једну победу, пет ремија и један пораз.
- 2019. на 22. Европском екипном првенству у шаху у Батумију играо је на другој табли и имао две победе, два ремија и три пораза.
- 2021. на 23. Европском екипном првенству у шаху у Брежицама играо је на трећој табли и имао пет победа, два ремија и један пораз.
- 2023. на 24. Европском екипном првенству у шаху у Будви играо је на резервној првој табли и имао по једну победу, реми и пораз.

Драгиша Благојевић је 1988. стекао титулу ФИДЕ међународног мајстора шаха, а 2004. титулу велемајстора.

## Приватни
Његова ћерка Тијана Мандура је шаховска велемајсторка и репрезентативка Србије.